# Eastern Australia Airlines
Eastern Australia Airlines Pty Ltd, действующая как Eastern Australia Airlines, — австралийская авиакомпания со штаб-квартирой в Сиднее, работающая в сфере региональных пассажирских перевозок внутри страны под торговой маркой QantasLink. Eastern Australia Airlines — дочернее предприятие крупнейшей авиакомпании страны Qantas.
Портом приписки перевозчика и его главным транзитным узлом (хабом) является аэропорт Сиднея, в качестве ещё одного хаба используется аэропорт Мельбурна.

## История

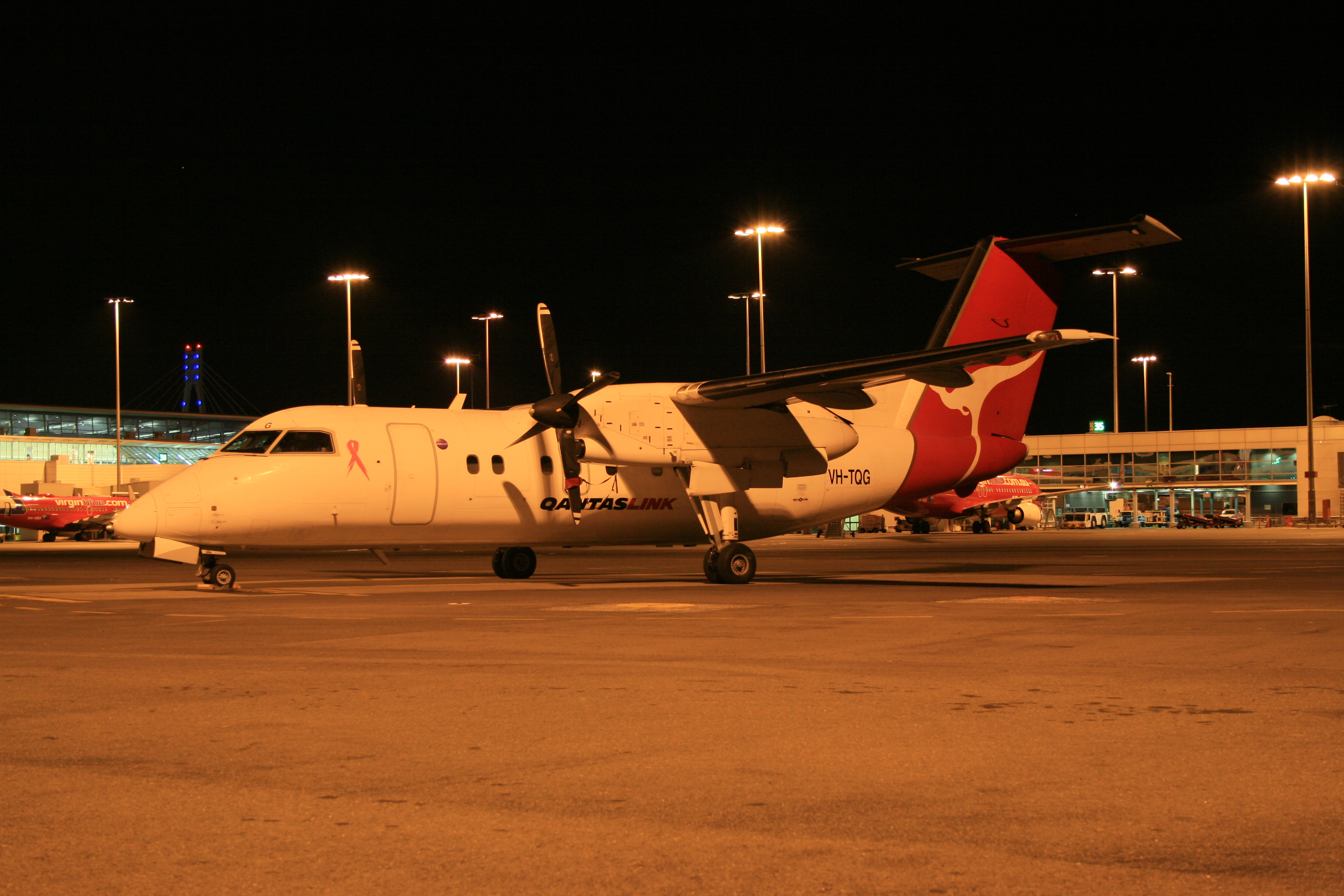
DHC-8-201 авиакомпании Eastern Australia на стоянке в аэропорту Сиднея

Авиакомпания Tamworth Air Taxi Service была основана в 1949 году и начала операционную деятельность спустя несколько месяцев с выполнения чартерных рейсов между Тамуортом (Новый Южный Уэльс) и сельскохозяйственными поселениями Южного Уэльса и Квинсленда . Изначально в парке компании находился один самолёт, а в её штате состоял один пилот. Спустя короткое время компания сменила официальное название на Tamair.
В течение следующих 36 лет деятельности авиакомпания постепенно росла и развивалась, поглощая небольших местных авиаперевозчиков, и в 1987 году очередной раз сменила официальное название на действующее в настоящее время Eastern Australia Airlines. В следующем году Australian Airlines выкупила 26 % собственности компании у другого австралийского авиаперевозчика East-West Airlines, к 1991 году реорганизовав её в дочернюю структуру. В 1992 года Qantas приобрела Australian Airlines со всеми её дочерними и аффилированными компаниями.
В 2002 году Qantas произвела слияние двух своих дочерних авиакомпаний Southern Australia Airlines и Eastern Australia Airlines, сохранив при этом название второго перевозчика.
В августе 2008 года руководство Qantas объявило о введении на региональные маршруты Eastern Australia 72-местного самолёта Bombardier Dash 8 Q400 в дополнении к уже использующимся на данных рейсах 50-местным лайнерам Dash 8, что позволило затем снять с некоторых маршрутов 36-местные Dash 8 и полностью вывести из эксплуатации самолёты Dash 8 серии 100.

## Маршрутная сеть

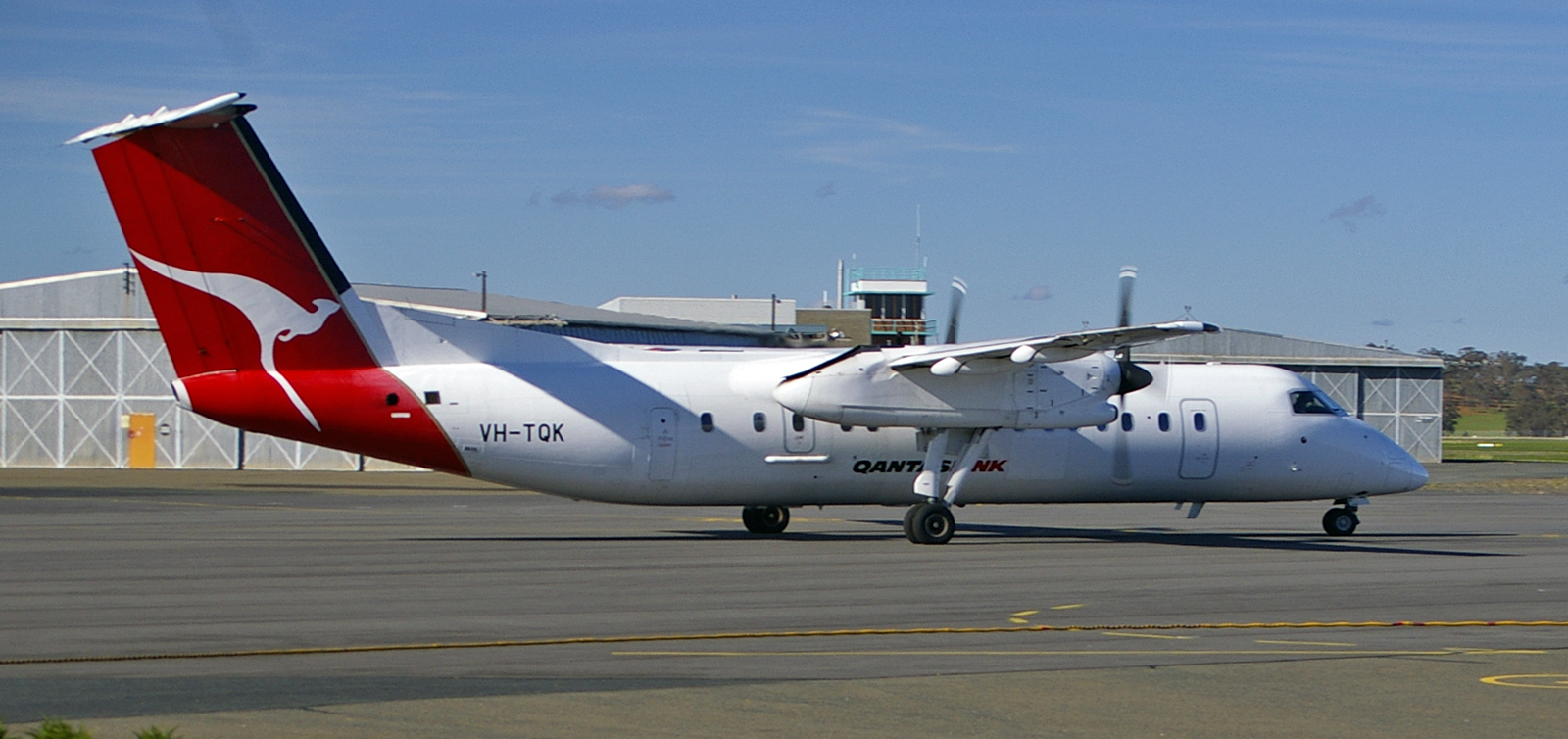
DHC-8-315 авиакомпании Eastern Australia в аэропорту Вагга-Вагга

По состоянию на конец 2009 года маршрутная сеть авиакомпании Eastern Australia Airlines выполняла рейсы внутри Австралии, преимущественно из городов Сидней, Мельбурн, Аделаида и Порт-Маккуори.

## Флот
В марте 2020 года воздушный флот авиакомпании Eastern Australia Airlines составляли следующие самолёты:
- 3 de Havilland Canada DHC-8-200
- 16 de Havilland Canada DHC-8-300